# Reactiv Schiff
Reactivul Schiff (Ugo Schiff chimist german), este un reactiv utilizat pentru identificarea aldehidelor, cu care formează un produs de adiție.

Reacția Schiff este dată de aldehide și de acetonă, ușurința formării complexului depinzând în mare măsură de împiedicarea sterică (mărimea substituenților de la carbonul legăturii carbonilice)

Reacția are loc la temperaturi joase (gheață) pentru a împiedica deplasarea echilibrului primei reacții spre stânga. Echilibrul deplasat spre stânga se traduce prin apariția unei colorații roz în absența aldehidei.